# In This World
Pour plus de détails, voir Fiche technique et Distribution.
In This World est un film britannique réalisé par Michael Winterbottom, sorti en 2002.

## Synopsis
Jamal et Enayatullah sont deux cousins afghans qui vivent à Peshawar, au Pakistan. Orphelin, Jamal habite dans l'immense camp de réfugiés de Shamshatoo et gagne un dollar par jour dans un atelier.
Enayatullah travaille pour sa part au marché, dans la boutique familiale. Pour échapper à la pauvreté et tenter une vie meilleure, son oncle décide qu'il sera envoyé en Angleterre.
Jamal persuade la famille qu'il doit, lui aussi, être du voyage. Ils rejoignent tous les deux le million de réfugiés qui chaque année remettent leur vie entre les mains des passeurs. Leur voyage sera long et périlleux...

## Fiche technique
- Titre : In This World
- Réalisation : Michael Winterbottom
- Scénario : Tony Grisoni
- Musique : Dario Marianelli
- Photographie : Marcel Zyskind (de)
- Montage : Peter Christelis
- Production : Andrew Eaton (en) et Anita Overland
- Société de production : The Works, Revolution Films (en) et BBC Films
- Société de distribution : Sundance Film Series (États-Unis)
- Pays de production :  Royaume-Uni
- Genre : Drame
- Durée : 88 minutes
- Dates de sortie : 
  - Royaume-Uni : 17 novembre 2002 (Festival du film de Londres), 28 mars 2003
  - France : 29 octobre 2003

## Distribution[1]
- Jamal Udin Torabi
- Enayatullah
- Imran Paracha
- Hiddayatullah
- Jamau
- Wakeel Khan
- Lal Zarin
- Ahsan Raza
- Mirwais Torabi
- Abdul Ahmad

## Distinctions

### Récompense
- 2003 : Ours d'or au Festival de Berlin